# Општина Лазури де Бејуш (Бихор)
Лазури де Бејуш (рум. Lazuri de Beiuş) општина је у Румунији у округу Бихор.
Oпштина се налази на надморској висини од 221 m.